# Перајка
Перајка  је у српском језику кашика на воденичном витлу, у коју удара вода и покреће га. Воденично витло се у начелу састоји од  24 пера, или пераја или перајки.

## Друга значења
Перајка је и дашчица подешена да се њоме на перилу удара по ономе што се пере (а то су обично дебеле сељачке тканине, које могу да издрже ударце перајке), па има тумачења да је то ипак од појма ударам, ударати и ударање, чак тамо до бога.
Како перајка личи на перо, какво је нпр. перо у перунике, али и на  орлово или пауново перо, и у песмама, нарочито свадбарским опевано.
Сетимо се још нечега, рецимо − перног буздована, којим су се некад служили и наши најбољи јунаци у витешким расправама о моралном, или о националном питању, који су имали на калпаку и челенку, ,,баш челенку од дванаест пера!”.